# Volksdampf
Volksdampf ist ein Musik-Kabarett-Ensemble aus Oberschwaben.

## Geschichte
Die Kabarettgruppe Volksdampf wurde 1981 von Studenten der Pädagogischen Hochschule Weingarten zunächst als politische Straßenmusikband gegründet.
Zu den Gründungsmitgliedern Reiner Muffler, Franz Wohlfahrt, Christoph Seitz, Tina Weng und Harald Cordes stieß 1982 Mike Jörg. Unter seinem Einfluss entwickelte sich Volksdampf rasch zu einem gefragten Amateurkabarett.
Mit Uli Bohner (seit 1987), Lisa Greiner (seit 1990) und Suso Engelhardt (seit 1997) professionalisierte sich das Ensemble weiter.
Nach dem Ausscheiden Mike Jörgs 1999 trat die Gruppe als Quartett in der Besetzung Bohner, Engelhardt, Greiner und Muffler im süddeutschen Raum auf. Seit dem Tod Uli Bohners 2009 besteht Volksdampf als Trio weiter.
2024 verabschiedete sich Volksdampf von der Kleinkunstbühne, mit dem Programm Schluss mit lustig – Mutter, die Mandoline!.

## Auszeichnungen
- 1990: Kabarettförderpreis des Landes Baden-Württemberg
- 1995: Ravensburger Kupferle
- 2002: Publikumspreis bei der internationalen Künstlerbegegnung der Bodenseekonferenz in Lindau
- 2006: Publikumspreis Sebastian-Blau-Preis
- 2012: Kleinkunstpreis Baden-Württemberg